# Jeanne Evert
Ne pas confondre avec Chris Evert, sa sœur aînée également joueuse de tennis.
Pour les articles homonymes, voir Evert.
Jeanne Colette Evert, née le 5 octobre 1957 à Fort Lauderdale (Floride) et morte le 20 février 2020 à Delray Beach (Floride),  est une joueuse de tennis américaine, professionnelle au milieu des années 1970.

## Biographie
Fille de Jimmy Evert, Jeanne Evert est la sœur cadette de Chris Evert, numéro un mondiale, avec qui elle s'est alignée en double à l'occasion de quelques tournois. Durant sa jeunesse, elle est sacrée championne des États-Unis en catégorie moins de 12 ans et moins de 14 ans. Elle est finaliste du tournoi en 1972 chez les moins de 16 ans. En 1973, elle passe professionnelle et devient la plus jeune joueuse à représenter les États-Unis à la Wightman Cup. En 1974, elle participe à la finale de la Coupe de la fédération à Naples, l'équipe des États-Unis s'inclinant en finale contre l'Australie (2 matchs à 1) malgré la victoire d'Evert contre Dianne Fromholtz.
Deux fois, elle a atteint le 3e tour à l'US Open, en 1973 (battue par Evonne Goolagong) et 1978 (par Pam Shriver). Il s'agit là de ses meilleures performances en simple dans une épreuve du Grand Chelem. Jamais vainqueur d'un tournoi professionnel en simple, elle a tout de même atteint les demi-finales à Cincinnati en 1973 et à Indianapolis en 1978.
En 1979, elle se marie avec le Canadien Brahm Dubin, gérant d'un club de golf à Delray Beach. Ils ont deux enfants : Eric et Catie.

## Palmarès

### Titre en double dames
| No | Date       | Nom et lieu du tournoi                          | Catégorie | Dotation | Surface      | Partenaire  | Finalistes                   | Score    |          |
| -- | ---------- | ----------------------------------------------- | --------- | -------- | ------------ | ----------- | ---------------------------- | -------- | -------- |
| 1  | 16-04-1973 | St Petersburg Masters Invitation St. Petersburg | USTA Tour | 20 000 $ | Terre (ext.) | Chris Evert | Evonne Goolagong Janet Young | 6-2, 7-6 | Parcours |

### Finales en double dames
| No | Date       | Nom et lieu du tournoi                   | Catégorie | Surface         | Vainqueures                 | Partenaire    | Score         |          |
| -- | ---------- | ---------------------------------------- | --------- | --------------- | --------------------------- | ------------- | ------------- | -------- |
| 1  | 05-05-1971 | 14th Tulsa Invitation Tulsa              | Amateur   | Terre (ext.)    | Mary-Ann Eisel Karin Benson | Chris Evert   | 2-6, 7-5, 7-5 | Parcours |
| 2  | 05-08-1974 | US Clay Court Championships Indianapolis |           | Terre (ext.)    | Gail Sherriff Julie Heldman | Chris Evert   | 6-3, 6-1      | Parcours |
| 3  | 12-08-1974 | Rothmans Canadian Open Toronto           |           | Terre (ext.)    | Gail Sherriff Julie Heldman | Chris Evert   | 6-3, 6-4      | Parcours |
| 4  | 24-11-1975 | Gunze Open Osaka                         |           | Moquette (int.) | Rosie Casals Françoise Dürr | Olga Morozova | 6-3, 6-3      | Parcours |

## Parcours en Grand Chelem

### En simple dames
| Année | Open d'Australie (janvier) | Open d'Australie (janvier) | Internationaux de France | Internationaux de France | Wimbledon       | Wimbledon        | US Open         | US Open          |
| ----- | -------------------------- | -------------------------- | ------------------------ | ------------------------ | --------------- | ---------------- | --------------- | ---------------- |
| 1972  | -                          | -                          | -                        | -                        | -               | -                | 1er tour (1/32) | Lesley Hunt      |
| 1973  | -                          | -                          | -                        | -                        | -               | -                | 3e tour (1/8)   | Evonne Goolagong |
| 1974  | -                          | -                          | -                        | -                        | 1er tour (1/64) | Sharon Walsh     | 1er tour (1/32) | Evonne Goolagong |
| 1975  | -                          | -                          | 1er tour (1/32)          | Marina Kroschina         | -               | -                | 2e tour (1/16)  | Linky Boshoff    |
| 1976  | -                          | -                          | -                        | -                        | 2e tour (1/32)  | Natasha Chmyreva | 2e tour (1/32)  | Wendy Overton    |
| 1977  | -                          | -                          | -                        | -                        | -               | -                | 2e tour (1/32)  | Kerry Reid       |
| 1978  | n/a                        | n/a                        | 2e tour (1/16)           | Pat Medrado              | -               | -                | 3e tour (1/16)  | Pam Shriver      |

À droite du résultat, l’ultime adversaire.

### En double dames
| Année | Open d'Australie (janvier) | Open d'Australie (janvier) | Internationaux de France    | Internationaux de France | Wimbledon                    | Wimbledon                   | US Open                       | US Open                     |
| ----- | -------------------------- | -------------------------- | --------------------------- | ------------------------ | ---------------------------- | --------------------------- | ----------------------------- | --------------------------- |
| 1972  | -                          | -                          | -                           | -                        | -                            | -                           | 2e tour (1/8) Chris Evert     | Wendy Overton V. Ziegenfuss |
| 1973  | -                          | -                          | -                           | -                        | -                            | -                           | 1er tour (1/16) Janet Haas    | Kerry Harris K. Melville    |
| 1974  | -                          | -                          | -                           | -                        | 2e tour (1/16) Linda Mottram | Julie Anthony Mona Schallau | 1er tour (1/16) K. Kuykendall | F. Dürr Betty Stöve         |
| 1975  | -                          | -                          | 2e tour (1/8) L. Fleming    | Helen Anliot I. Löfdahl  | -                            | -                           | 1er tour (1/16) Sandy Stap    | Linky Boshoff Ilana Kloss   |
| 1976  | -                          | -                          | -                           | -                        | -                            | -                           | 2e tour (1/16) Roberta Stark  | Glynis Coles F. Mihai       |
| 1977  | -                          | -                          | -                           | -                        | -                            | -                           | 1er tour (1/32) M. Simionescu | C. Sieler W. Turnbull       |
| 1978  | n/a                        | n/a                        | 1er tour (1/16) A. Nasuelli | Diane Evers M. Neumanova | -                            | -                           | 1er tour (1/32) K. Kuykendall | B. J. King Navrátilová      |

Sous le résultat, la partenaire ; à droite, l’ultime équipe adverse.

### En double mixte
| Année | Open d'Australie | Open d'Australie | Internationaux de France | Internationaux de France | Wimbledon | Wimbledon | US Open                     | US Open                  |
| ----- | ---------------- | ---------------- | ------------------------ | ------------------------ | --------- | --------- | --------------------------- | ------------------------ |
| 1972  | n/a              | n/a              | -                        | -                        | -         | -         | 3e tour (1/8) Terry Addison | Pat Pretorius Pat Cramer |
| 1974  | n/a              | n/a              | -                        | -                        | -         | -         | 1er tour (1/16) S. Segura   | K. Melville Grover Reid  |
| 1975  | n/a              | n/a              | -                        | -                        | -         | -         | 1er tour (1/16) S. Segura   | Robin Tenney B. Mitton   |

Sous le résultat, le partenaire ; à droite, l’ultime équipe adverse.

## Parcours en Coupe de la Fédération
| #                                                                              | Date       | Lieu   | Surface      | Gagnante(s)  | Perdante(s)       | Score         |          |
|                                                                                |            |        |              |              |                   |               |          |
| 1974 - 2e tour (groupe mondial) - Pologne - États-Unis - 0 : 3                 |            |        |              |              |                   |               |          |
| 1                                                                              | 13/05/1974 | Naples | Terre (ext.) | Jeanne Evert | Elzbieta Slesicka | 8-6, 6-1      | Parcours |
|                                                                                |            |        |              |              |                   |               |          |
| 1974 - 1/4 de finale (groupe mondial) - France - États-Unis - 0 : 3            |            |        |              |              |                   |               |          |
| 2                                                                              | 13/05/1974 | Naples | Terre (ext.) | Jeanne Evert | Odile de Roubin   | 6-3, 6-4      | Parcours |
|                                                                                |            |        |              |              |                   |               |          |
| 1974 - 1/2 finale (groupe mondial) - Allemagne de l'Ouest - États-Unis - 1 : 2 |            |        |              |              |                   |               |          |
| 3                                                                              | 13/05/1974 | Naples | Terre (ext.) | Jeanne Evert | Helga Schultze    | 6-4, 6-3      | Parcours |
|                                                                                |            |        |              |              |                   |               |          |
| 1974 - Finale (groupe mondial) - Australie - États-Unis - 2 : 1                |            |        |              |              |                   |               |          |
| 4                                                                              | 13/05/1974 | Naples | Terre (ext.) | Jeanne Evert | Dianne Fromholtz  | 2-6, 7-5, 6-4 | Parcours |

## Parcours aux Masters

### En simple dames
| # | Date       | Nom de l'édition                         | ($)     | Surface      | Résultat        | Ultime adversaire   | Score    |          |
| - | ---------- | ---------------------------------------- | ------- | ------------ | --------------- | ------------------- | -------- | -------- |
| 1 | 07/10/1972 | Virginia Slims Championships, Boca Raton | 100 900 | Terre (ext.) | 1/4 de finale   | Kerry Melville      | 6-4, 6-1 | Parcours |
| 2 | 15/10/1973 | Virginia Slims Championships, Boca Raton | 110 000 | Terre (ext.) | 1er tour (1/16) | Nancy Richey-Gunter | 6-0, 6-2 | Parcours |

### En double dames
| # | Date       | Nom de l'édition                        | ($)     | Surface      | Résultat      | Partenaire       | Ultimes adversaires         | Score         |          |
| - | ---------- | --------------------------------------- | ------- | ------------ | ------------- | ---------------- | --------------------------- | ------------- | -------- |
| 1 | 15/10/1973 | Virginia Slims Championships Boca Raton | 110 000 | Terre (ext.) | 1/4 de finale | Kathy Kuykendall | Mona Schallau Virginia Wade | 1-6, 7-5, 7-5 | Parcours |